# Cliqz
Cliqz ist eine eingestellte Browsererweiterung und ein eingestellter Webbrowser des deutschen Unternehmens Cliqz GmbH. Das Unternehmen ist eine Mehrheitsbeteiligung von Hubert Burda Media mit strategischer Minderheitsbeteiligung von Mozilla. Die Entwicklung des Cliqz Browser wurde mit dem letzten Release am 22. Juli 2020 eingestellt.
Cliqz war im Zusammenhang mit dem Leistungsschutzrecht für Presseverleger gesehen und war Presseberichten zufolge gegen Google gerichtet.

## Geschichte
Cliqz wurde zunächst als Schnellsuch-Erweiterung für den Browser Firefox entwickelt, die im Juni 2014 veröffentlicht wurde. Als eigenständiger Browser ist Cliqz seit Ende 2015 verfügbar. Neben der Desktop-Version sind auch entsprechende Apps für die mobilen Betriebssysteme Android und iOS erhältlich.
Die Version 1.0 von Cliqz für Windows und macOS wurde am 8. März 2016 veröffentlicht.
Anfang 2017 erwarb Cliqz teilweise Marke und Technik von Ghostery, um dessen Anti-Tracking-Funktion zu integrieren und seine Daten mit den über Trackingdienste aggregierten zusammenzuführen. Kurz darauf veröffentlichte Avira den Browser Scout, der Cliqz’ Schnellsuchfunktion enthält.
Am 29. April 2020 gab der Medienkonzern Burda bekannt, dass das Projekt aufgegeben wird.
Am 3. März 2021 gab der Browserhersteller Brave Software den Kauf der Cliqz-Suchmaschine Tailcat bekannt. Diese soll Bestandteil der eigenen Suchmaschine Brave Search werden.

## Cliqz Browser

### Funktionen
Die Desktop-Versionen des Browsers unterstützen Windows ab Windows 7 bzw. macOS 10.9 und höher. Die Mobile Apps unterstützen Android und iOS. Inoffiziell wurden auch noch Windows XP/Vista und Linux unterstützt. Die Linux-Version erschien im Juli 2016 erstmals offiziell als 64-Bit-Variante für Debian, danach wurde der offizielle Support eingestellt. Die Version konnte jedoch noch als selbstentwickelter Build oder einen internen Build verwendet werden.
Cliqz vereinte Suchmaschine und Browser. Es wurde eine Schnellsuche direkt im Browser durchgeführt, ohne auf eine andere Suchmaschinenseite gehen zu müssen. Suchbegriffe oder Namensbestandteile einer Webseite wurden direkt in die Browserzeile eingegeben. Nutzer sahen unmittelbar Websitevorschläge in einem Browsermenü (Drop Down). Der Klick auf einen der Vorschläge führte direkt zur entsprechenden Website.

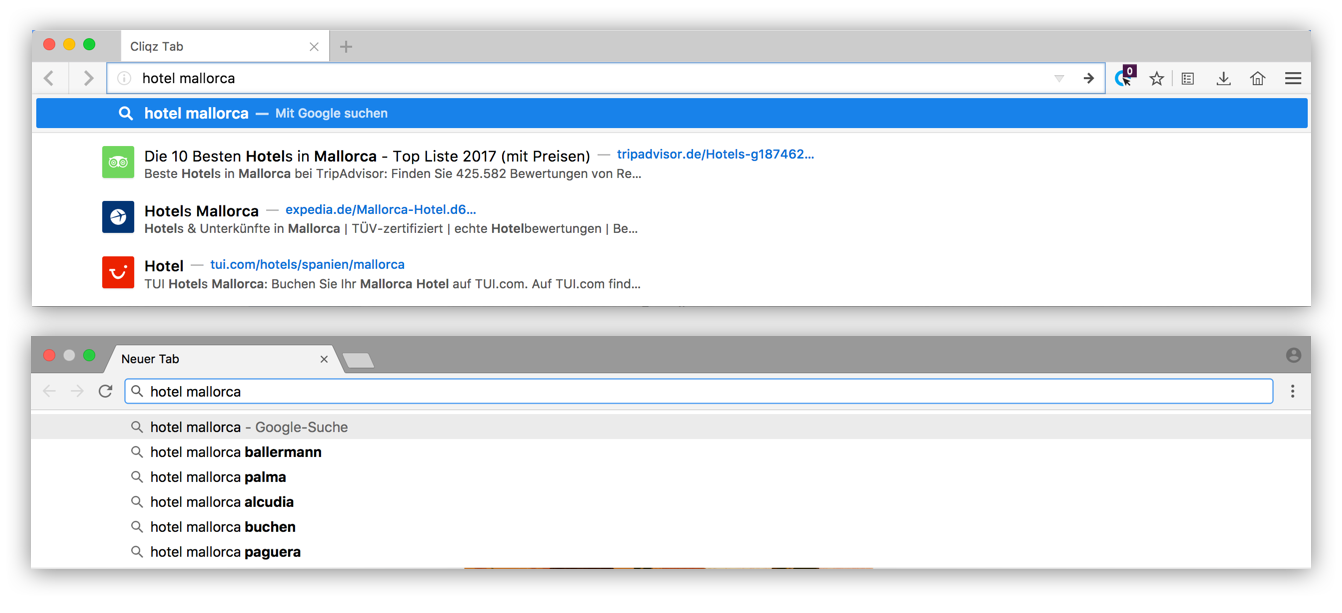
Gegenüberstellung von Screenshots der Schnellsuchfunktion von Cliqz (oben) mit der Suche mithilfe der Omnibar von Chrome (unten) am Beispiel der Eingabe "hotel mallorca".Cliqz zeigt Websitevorschläge in einem Browsermenü (Drop Down). Der Klick auf einen der Vorschläge führt direkt zur jeweiligen Website.Chrome zeigt in seinem Browsermenü Vorschläge zur Verfeinerung der Suche. Ein Klick auf einen Suchvorschlag führt zur Suchmaschinenergebnisseite.

Der Anbieter gab an, dass anders als bei herkömmlichen Browsern und Suchmaschinen, Cliqz keine Daten über die Nutzer sammelte. Auf den Servern des Anbieters wurden nach eigenen Angaben keinerlei Daten gespeichert, die Rückschlüsse auf Personen und ihr Verhalten im Netz zuließen. Darüber hinaus schützte die Anti-Tracking-Funktion vor der Übertragung potenziell personenidentifizierbarer Daten an Tracker.

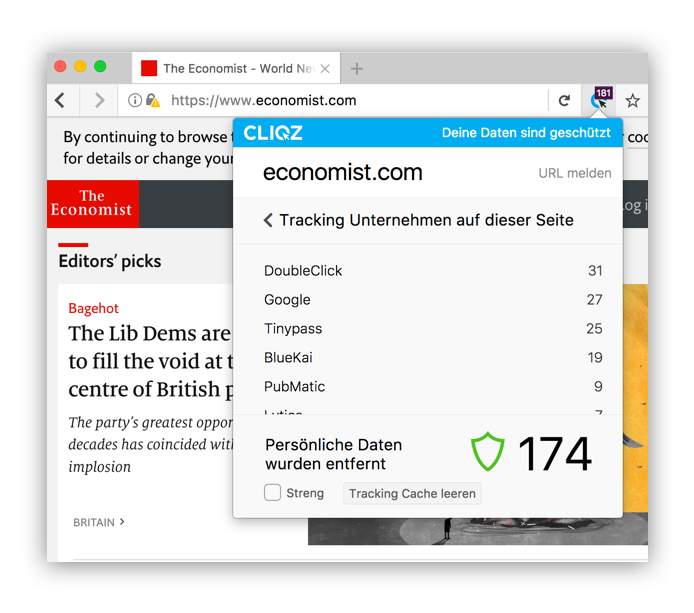
Screenshot der Anti-Tracking-Funktion im Cliqz Browser (Mac) am Beispiel der Website economist.com

Die Suchmaschine arbeitete mit einem eigenständigen Web-Index, der unabhängig von herkömmlichen Suchmaschinen operierte. Durch die Kombination der Ergebnisse der Suchmaschine mit Browser-Daten wie Chronik und Lesezeichen wurden individuelle Webseiten-Vorschläge angezeigt. Die Verarbeitung der Browser-Daten erfolgte lokal, das heißt, sie blieben auf dem Gerät, im Besitz und unter der Kontrolle der Nutzer.
Das hieß jedoch nicht, dass keine statistische Daten erhoben und auf Servern zwischengespeichert wurden. Das Human Web war eine von Cliqz entwickelte Technologie, die statistische Daten zur Bewertung der Relevanz und Sicherheit von Webseiten sammelt. Die Daten werden verschlüsselt und über einen Proxy übertragen. Sämtliche nutzer- oder personenidentifizierbaren Daten (wie zum Beispiel IP-Adressen) werden aus den Datensätzen gelöscht. Damit trug die Gemeinschaft der Nutzer mit jedem Webseiten-Besuch anonym zum Aufbau von Web-Statistiken bei. Diese bildeten die Grundlage für den Web-Index der Suchmaschine. Nachprüfbar war das durch das integrierte Transparenz-Cockpit, in dem die Nutzer sahen, welche Daten den Browser verließen und was mit ihnen geschah.
Wurde ein neuer Tab im Browser geöffnet, wurden häufig besuchte Webseiten angezeigt. Es ließen sich Schnellzugriffsmöglichkeiten entfernen oder manuell hinzufügen. Die Seite beinhaltete auch Schlagzeilen wichtiger Nachrichten-Webseiten und Verweise auf die entsprechenden Artikel.

### Versionen für Desktop
| Version                              | Veröffentlichung | Bemerkungen und wichtige Änderungen |
| ------------------------------------ | ---------------- | --- |
| 0.81                                 | 2. Nov. 2015     | Erster inoffizieller Beta Release; diverse Features und Änderungen inkl. der neuen Cliqz-Startseite. |
| 1.0                                  | 7. März 2016     | Erster offizieller Release |
| 1.6.1                                | 23. Aug. 2016    | Diese Version aktualisiert Cliqz mit den Verbesserungen des außerplanmäßigen Firefox-Updates 48.0.1. Enthalten sind zahlreiche Korrekturen, die auch für Cliqz mehr Stabilität bringen. |
| 1.7.0                                | 20. Sep. 2016    | Neues Control Center für Privatsphäre-, Sicherheits- und Such-Funktionen; frisches Browser-Design mit neuen Logos; aktuelle Eilmeldungen; bessere lokale Suchergebnisse und mehr. |
| 1.8.0                                | 28. Okt. 2016    | Diverse Verbesserungen und Korrekturen; Sicherheits-Updates. |
| 1.9.0                                | 5. Dez. 2016     | Diese Version aktualisiert Cliqz mit den Verbesserungen von Firefox 50.0.2. HTTPS Everywhere und LastPass wurden ebenfalls aktualisiert. Hinzu kommen kleinere Verbesserungen bei Werbeblocker, Suche und Oberfläche sowie diverse Fehlerkorrekturen. |
| 1.9.1                                | 19. Dez. 2016    | Firefox Update auf 50.1.0. Mit der Veröffentlichung dieser Version werden zahlreiche, teilweise kritische Sicherheitslücken geschlossen. |
| 1.10.0                               | 23. Jan. 2017    | Umstieg auf die Multiprozessarchitektur Electrolysis, was Stabilität und Leistung verbessert; E-Mail-Benachrichtigungen auf Cliqz Tab; vereinfachte Installation unter Windows. Kleinere Verbesserungen bei Werbeblocker, Anti-Tracking, Adressleiste, Vergessen Modus und Datenimport sowie diverse Fehlerkorrekturen. |
| 1.11.0                               | 13. Feb. 2017    | YouTube-Videos auf den Computer herunterladen, um sie offline anzusehen; Integration der Ghostery-Erweiterung; Suchergebnisse aus Chronik, Lesezeichen und offenen Tabs; internationale Suchergebnisse für Frankreich und die USA; Websites melden; Transparenz-Monitor nun auch auf Englisch; Update auf Firefox 51; Verbesserungen bei Anti-Tracking, Werbeblocker, Suchergebnissen, Neuer Tab, Control Center und LastPass-Einbindung sowie diverse Fehlerkorrekturen. |
| 1.12.0                               | 21. März 2017    | Diese Version aktualisiert Cliqz auf Firefox 52.0.2. LastPass wurde ebenfalls auf den neuesten Stand gebracht. Hinzu kommen kleinere Verbesserungen bei Vergessenmodus, Suche und Oberfläche sowie diverse Fehlerkorrekturen. |
| 1.13.0                               | 8. Mai 2017      | Diese Version aktualisiert Cliqz auf Firefox 53. Hinzu kommen kleinere Verbesserungen sowie diverse Fehlerkorrekturen. Windows XP und Vista werden nicht mehr unterstützt. |
| 1.14.0                               | 27. Juni 2017    | Diese Version aktualisiert Cliqz auf Firefox 54. Die Benutzeroberfläche der integrierten Cliqz-Schnellsuche wurde von Grund auf überarbeitet und soll übersichtlicher gestaltet sein. Hinzu kommen weitere optische und technische Optimierungen sowie diverse Fehlerkorrekturen. |
| 1.15.0                               | 31. Aug. 2017    | Diese Version aktualisiert Cliqz auf Firefox 55.0.3. LastPass und HTTPS Everywhere wurde ebenfalls auf den neuesten Stand gebracht. Das Control Center ist jetzt blau und soll übersichtlicher aufgebaut sein. Außerdem gibt es ein neues Smart Cliqz für Fußball. Hinzu kommen weitere optische und technische Optimierungen sowie diverse Fehlerkorrekturen. |
| 1.15.1                               | 13. Sep. 2017    | Diese Version behebt kleinere Fehler bei Lesezeichen-Import, Chronik-Ansicht, benutzerdefinierter Startseite und Cliqz Tab. Sie verbessert auch einige Smart Cliqz. |
| 1.16.0                               | 18. Okt. 2017    | Diese Version führt eine (optionale) blaue Tableiste, ein neues Hintergrundbild und Unterstützung französischsprachiger Nachrichten auf Cliqz Tab ein. Zudem aktualisiert sie Cliqz auf Firefox 56.0.1. Probleme unter macOS High Sierra wurden behoben. Hinzu kommen weitere optische und technische Optimierungen sowie diverse Fehlerkorrekturen. |
| 1.17.0                               | 28. Nov. 2017    | Diese Version aktualisiert Cliqz auf Firefox 57 alias Firefox Quantum, inklusive neuer Browser-Engine und überarbeiteter Benutzeroberfläche. |
| 1.17.4                               | 5. Jan. 2018     | Diese Version aktualisiert Cliqz auf Firefox 57.0.4. Sie enthält einen Fix für die Sicherheitslücke Spectre. |
| 1.18.0                               | 14. Feb. 2018    | Diese Version aktualisiert Cliqz auf Firefox 58.0.2. Außerdem liefert sie erstmals 64-Bit-Unterstützung für Windows. Hinzu kommen optische und technische Optimierungen sowie Fehlerkorrekturen. |
| 1.19.0                               | 22. März 2018    | Diese Version aktualisiert Cliqz auf Firefox 59.0.1. HTTPS Everywhere wurde ebenfalls auf den neuesten Stand gebracht. Hinzu kommen weitere technische Optimierungen sowie Fehlerkorrekturen. |
| 1.20.0                               | 30. Mai 2018     | Diese Version aktualisiert Cliqz auf Firefox 60.0.1. Hinzu kommen Verbesserungen beim Import sowie Fehlerkorrekturen. |
| 1.21.1                               | 19. Juli 2018    | Diese Version aktualisiert Cliqz auf Firefox 61.0.1. Zudem liefert sie ein dunkles Theme und diverse Fehlerkorrekturen. |
| 1.22.0                               | 21. Sep. 2018    | Diese Version aktualisiert Cliqz auf Firefox 62.0. Die Cliqz-Suche lässt sich als ergänzende Suchmaschine einrichten. Zudem wurde das Transparenz-Tool "re:consent" integriert. |
| 1.24.0                               | 2. Jan. 2019     | Diese Version aktualisiert Cliqz auf Firefox 64.0. Neu sind zudem Support für Browsererweiterungen aus dem Firefox Add-ons Store sowie eine Datenschutz-Übersicht auf Cliqz Tab. |
| 1.25.2                               | 26. Feb. 2019    | Diese Version aktualisiert Cliqz auf Firefox 65.0.1. Eine neue Benachrichtigungsbox auf Cliqz Tab informiert über Produktneuheiten oder Nutzerumfragen. Hinzu kommen diverse Optimierungen und Fehlerkorrekturen. |
| 1.26.0                               | 5. Apr. 2019     | Diese Version aktualisiert Cliqz auf Firefox 66.0.2. Berechtigungen installierter Add-ons sind jetzt in der Add-ons-Verwaltung überprüfbar. Eine „Das ist neu“-Seite informiert kurz und knapp über wichtige Neuerungen. Hinzu kommen diverse Optimierungen und Fehlerkorrekturen. |
| 1.27.4                               | 27. Juni 2019    | Diese Version aktualisiert Cliqz auf Firefox 67.0.4. Autoplay-Inhalte werden jetzt standardmäßig blockiert. Nutzer können manuell festlegen, welche Add-ons im privaten Modus ausgeführt werden. Enterprise-Installationspakete erleichtern Administratoren, den Cliqz Browser für Unternehmensumgebungen anzupassen und bereitzustellen. Hinzu kommen diverse Optimierungen und Fehlerkorrekturen.                                                                       |
| 1.28.0                               | 1. Aug. 2019     | Diese Version aktualisiert Cliqz auf Firefox 68.0.1. Hinzu kommen diverse Optimierungen und Fehlerkorrekturen. |
| 1.29.3                               | 11. Okt. 2019    | Diese Version aktualisiert Cliqz auf Firefox 69.0.3. Hinzu kommen diverse Optimierungen und Fehlerkorrekturen. |
| 1.30.0                               | 15. Nov. 2019    | Diese Version aktualisiert Cliqz auf Firefox 70.0.1. Der neue Cookie Pop-up Blocker blendet Cookie-Hinweise auf Websites aus und widerspricht automatisch der Datenerhebung – sofern die Website dies zulässt. Zudem wurden der Browserstart beschleunigt und der automatische Vergessen-Modus sowie das Onboarding überarbeitet. Hinzu kommen diverse Optimierungen und Fehlerkorrekturen.                                                                               |
| 1.32.0                               | 20. Jan. 2020    | Diese Version aktualisiert Cliqz auf Firefox 72.0.1. Hinzu kommen diverse Optimierungen und Fehlerkorrekturen. |
| 1.33.0                               | 20. Feb. 2020    | Diese Version aktualisiert Cliqz auf Firefox 73.0.1. Hinzu kommen diverse Optimierungen und Fehlerkorrekturen. |
| 1.34.1                               | 6. Apr. 2020     | Diese Version aktualisiert Cliqz auf Firefox 74.0.1. Hinzu kommen diverse Optimierungen und Fehlerkorrekturen. |
| 1.35.0                               | 16. Apr. 2020    | Diese Version aktualisiert Cliqz auf Firefox 75.0. HTTPS Everywhere wurde ebenfalls auf den neuesten Stand gebracht. Hinzu kommen diverse Optimierungen und Fehlerkorrekturen. |
| 1.36.0                               | 14. Mai 2020     | Diese Version aktualisiert Cliqz auf Firefox 76.0.1. Hinzu kommen diverse Optimierungen und Fehlerkorrekturen. |
| 1.38.0                               | 22. Juli 2020    | Dies ist die letzte veröffentlichte Version von Cliqz. Die Weiterentwicklung des Browsers wurde von Hubert Burda Media eingestellt. |
| Legende:Alte VersionAktuelle Version |                  | |

## Rezeption
Die Stiftung Warentest übte nach einem Schnelltest im April 2016 Kritik. So sei der versprochene Phishing-Schutz nicht effektiv. Cliqz erklärte dies damit, dass das Human Web erst noch die Nutzerfahrung einbeziehen müsse. Weiterhin fand die Stiftung Warentest den Schutz vor Malware ähnlich ungenügend wie bei anderen Browsern. Vor dem digitalen Fingerabdruck
könne auch Cliqz nicht schützen, befand die Stiftung. In einer Rezension des PC Magazins wurde bemängelt, dass der Desktop-Browser keine Browserweiterungen (Add-ons) unterstützt. Der Hersteller begründete dies mit den Datenschutzrisiken, die mit manchen Add-ons einhergehen. Ab Version 1.24.0 unterstützte der Cliqz Browser für Windows und macOS grundsätzlich Erweiterungen aus dem Firefox-Add-ons-Store, blockierte aber laut Hersteller aus Datenschutz- und Leistungsgründen weiterhin Add-ons, die bestimmte Programmierschnittstellen (APIs) nutzen.

## Anbieter
Anbieter der Software war die deutsche Cliqz GmbH mit Sitz in München. Das Unternehmen wurde im April 2008 als 10betterpages GmbH von Jean-Paul Schmetz gegründet und beschäftigte mit Stand August 2016 circa 100 Mitarbeiter, Stand Februar 2019 waren es rund 150 Mitarbeiter. Seit 2013 war die Cliqz GmbH eine Mehrheitsbeteiligung (Kapitalbeteiligung) von Hubert Burda Media. Im August 2016 erwarb Mozilla eine strategische Minderheitsbeteiligung an Cliqz.